# Thouarella diadema
Thouarella diadema är en korallart som beskrevs av Stephen D. Cairns 2006. Thouarella diadema ingår i släktet Thouarella och familjen Primnoidae. Inga underarter finns listade i Catalogue of Life.